# ティベリウス・センプロニウス・ロングス
ティベリウス・センプロニウス・ロングス（ラテン語: Tiberius Sempronius Longus,  - 紀元前210年）は、共和政ローマの第二次ポエニ戦争期の政治家・軍人。紀元前218年にプブリウス・コルネリウス・スキピオとともに執政官（コンスル）を務め、ハンニバルの進攻を阻止しようとした。
紀元前218年にコンスルに任命されたセンプロニウスはアフリカに赴き、同僚のスキピオはハンニバルの行動を牽制するためにヒスパニアに赴向くように命じられた。センプロニウスはシチリア島のリリュバエウム（現在のマルサーラ）より出立、マルタ島を攻略する。しかしながらその直後に同僚コンスルのスキピオがティキヌスの戦いでハンニバルに敗北、自身も負傷し、元老院はセンプロニウスを援軍として送る。到着後、センプロニウスはスキピオと対立し、ハンニバルに対して果敢に攻めるが、トレビアの戦いで敗北する。センプロニウスと彼の配下の10,000人はハンニバルの弟マゴ率いるカルタゴ軍の包囲を受けながらもカルタゴ軍の後陣を突破、からくも脱出する。
紀元前217年1月にはセンプロニウスはコンスルの選挙を見届けるためにローマに帰還、コンスル職をガイウス・フラミニウスに委譲し、すぐにローマ軍の冬営地に戻った。紀元前215年にはハンノ率いるカルタゴ軍と交戦、南イタリアのカルタゴ勢力をブルッティウム地方へ駆逐し、ルカニアの都市を再びローマ傘下にする契機を作った。
同名の子、ティベリウス・センプロニウス・ロングスは父の死後シビュラの書管理委員を継ぎ、父と同様コンスルとなり、ガリア地方を治めた。